# تشاد أرسكين
تشاد أرسكين (بالإنجليزية: Chad Erskine)‏ هو لاعب اتحاد الرغبي جنوب أفريقي، ولد في 1 أغسطس 1980 في بيترماريتزبرغ في جنوب أفريقيا.

## وصلات خارجية
- تشاد أرسكين عل موقع إسبنسكروم (الإنجليزية)